# Ein Mann namens Ove (Film)
Ein Mann namens Ove (Originaltitel: En man som heter Ove) ist ein schwedisches Filmdrama vom Regisseur Hannes Holm aus dem Jahr 2015 nach dem gleichnamigen Roman von Fredrik Backman aus dem Jahr 2012.

## Handlung
Ove ist seit einigen Monaten Witwer. Er lebt in einer Einfamilienhaussiedlung, wo er darauf achtet, dass die zahlreichen Verbote eingehalten werden. Als er aus Altersgründen seine Arbeit verliert, beschließt er, sich mit seiner geliebten Frau Sonja (1956–2014), die an Krebs gestorben ist und deren Grab er regelmäßig besucht, im Jenseits zu vereinen. Gerade legt er sich das Seil um den Hals, da fahren die neu einziehenden Nachbarn seinen Briefkasten um. Er eilt nach draußen und fährt selbst den Pkw nebst Anhänger in die Einfahrt. Nachts kann er nicht schlafen, weil die neuen Nachbarn Parvaneh und Patrik mit ihren Freunden den Einzug feiern.
Ove versucht zum wiederholten Male, sich aufzuhängen. Als er ohnmächtig wird, gehen ihm – wie auch später in ähnlichen Situationen – seine Kindheit und seine Jugendzeit durch den Kopf: Seine Mutter stirbt früh. Sein Vater arbeitet bei der Eisenbahn, ist wortkarg und schraubt an seinem Saab 92. Ove hat gerade sein Schulabschlusszeugnis mit guten Noten bekommen, als sein Vater von einer Lok auf dem Betriebsgelände überfahren wird und stirbt. Er wird von der Firma eingestellt, bei der sein Vater arbeitete.
Eines Nachts brennt es im Nachbarhaus; Ove rettet zwei Bewohner, kann aber nicht verhindern, dass sein eigenes Haus vom Funkenflug erfasst wird und abbrennt. Obdachlos legt er sich in einen Eisenbahnwagen und schläft dort ein. Als er erwacht, sitzt ihm seine spätere Frau Sonja gegenüber und liest. Drei Wochen lang fährt er jeden Morgen in diesem Zug, um sie wieder zu treffen, was ihm schließlich gelingt. Sie gehen zusammen essen und werden ein Paar. Sonja bewegt Ove dazu, zu studieren. Als sie geheiratet haben, fahren sie mit einer Reisegesellschaft nach Spanien. Der Bus stürzt von der Straße, Sonja verliert ihr ungeborenes Kind und sitzt von da an im Rollstuhl. Damit sie als Lehrerin arbeiten kann, baut Ove nachts eine Rampe zur Schultür. Zurück in der Gegenwart reißt das Seil, und Ove stürzt zu Boden.
Ove versucht erneut, sein Leben zu beenden – diesmal mit den Abgasen seines Autos in der Garage. Seine Nachbarin Parvaneh rettet ihn unwissend, weil ihr Mann Patrik von der Leiter gefallen ist und Ove sie und die Kinder ins Krankenhaus fahren soll. Gegen seinen Willen integriert Parvaneh Ove in ihr Familienleben. Ove bringt ihr Autofahren bei und passt auf ihre Kinder auf. 
Ein weiteres Mal will er sich umbringen; diesmal mit einem Gewehr, das er auf dem Dachboden gefunden hat. Der Schuss geht jedoch daneben, weil es an der Tür klingelt. Zwei Jugendliche stehen davor; einer von ihnen ist ein ehemaliger Schüler seiner Frau, der andere dessen Arbeitskollege aus einem Kebabladen. Ersterer erklärt Ove, dass sein Kollege von seiner Familie verstoßen wurde, weil er sich als schwul geoutet hat und darum dringend einen Schlafplatz benötigt. Ove willigt widerwillig ein.
Ove verträgt sich wieder mit seinem Nachbarn Rune, der fast vollständig gelähmt ist. Er hatte sich mit ihm überworfen, da dieser ihn als Vorsitzenden des Eigentümervereines „weggeputscht“ habe. Daneben gab es eine Rivalität bei den Automarken, welche die beiden jeweils fuhren: Volvo und Saab. Als dieser Nachbar auf behördlichen Beschluss in ein Pflegeheim gebracht werden soll, beginnt Ove, sich mit den Behörden zu streiten. Schließlich können er, die Nachbarn und die örtliche Zeitung verhindern, dass Rune zwangsweise verbracht wird. Wegen der Aufregung darüber bricht Ove auf dem Weg in der Siedlung zusammen und muss ins Krankenhaus gebracht werden. Sein Herz ist zu groß.
Eines Morgens – es hat nachts geschneit – bemerken Parvaneh und Patrik, dass Ove gegen seine Gewohnheiten den Gehweg vor seinem Haus nicht geräumt hat. Sie laufen hinüber und entdecken, dass Ove in der Nacht gestorben ist. Er hat per Brief verfügt, dass nur die engsten Freunde zu seiner Beerdigung kommen sollen. In der Kirche sind alle Bänke besetzt.

## Rezeption
Christian Horn von Filmstarts.de meint, die „leise Tragikomödie“ überzeuge mit guten Darstellerleistungen und Dialogen, bemängelt aber die „etwas grobe Dramaturgie“ und die „nicht gerade subtile Regie“. Martin Schwickert von epd Film moniert, dass das „Konzept von ‚Harte Schale/Weicher Kern‘ zuletzt allzu übersichtlich“ ausfalle. Der Film verliere sich mit den „gelbfiltrigen Rückblenden immer wieder in klebriger Sentimentalität“. Oliver Stenzel schreibt in der Stuttgarter Zeitung, dass der Regisseur die Geschichte „mit viel trockenem, schwarzem Humor und Sinn für skurrile Details“ erzähle. Bemerkenswert sei, wie Hauptdarsteller Rolf Lassgård „in vielen kleinen Gesten auch die wärmeren Gefühle seiner Figur zum Vorschein“ bringe.
Ralf Blau von Cinema hebt den „trockenen, lakonischen Humor“ hervor. „Im wahren Leben möchte man einem Mann wie Ove nicht über den Weg laufen. Umso vergnüglicher ist es, ihm im Kino zu begegnen.“
Stand März 2016 war Ein Mann namens Ove mit 1,6 Mio. Zuschauern der am dritthäufigsten gesehene Film in schwedischen Kinos seit 1963.

## Auszeichnungen
- Europäischer Filmpreis 2016: Beste Filmkomödie
- Cabourg Romantic Film Festival 2016: Publikumspreis
- Edinburgh International Film Festival 2016: 2. Platz als bester Film
- Guldbagge 2016: Bester Hauptdarsteller (Rolf Lassgård), Bestes Make-up, Publikumspreis (vier weitere Nominierungen, u. a. als bester Film)
- Mill Valley Film Festival 2016: Publikumspreis
- Seattle International Film Festival 2016: Bester Darsteller (Rolf Lassgård), 3. Platz als bester Film
- Traverse City Film Festival 2016: Publikumspreis
- Oscarverleihung 2017: Nominierungen in den Kategorien bester fremdsprachiger Film sowie bestes Make-up und beste Frisuren (Love Larson und Eva von Bahr)

## Neuverfilmung
Im Februar 2023 kam eine US-amerikanische Neuverfilmung unter dem Titel Ein Mann namens Otto mit Tom Hanks in der Hauptrolle in die deutschen Kinos.